# Борино
Бо́рино (болг. Борино) — село в Смолянській області Болгарії. Адміністративний центр общини Борино.

## Населення
За даними перепису населення 2011 року у селі проживали 2512 осіб.
Національний склад населення села:
| Національність   | Кількість осіб | Відсоток |
| ---------------- | -------------- | -------- |
| турки            | 2096           | 90,0%    |
| болгари          | 216            | 9,3%     |
| цигани           | 5              | 0,2%     |
| Всього відповіли | 2328           |          |

Розподіл населення за віком у 2011 році:
Динаміка населення: